# HiperACCESS
 (décembre 2022).
Si vous disposez d'ouvrages ou d'articles de référence ou si vous connaissez des sites web de qualité traitant du thème abordé ici, merci de compléter l'article en donnant les références utiles à sa vérifiabilité et en les liant à la section « Notes et références ».
 (décembre 2022).
HiperACCESS ou High performance radio Access est un standard européen de télécommunications créé [Quand ?] par l'ETSI (European Telecommunications Standards Institute) et développé par le groupe technique BRAN (Broadband Radio Access Networks). Ce standard donne des spécifications pour le développement et la mise en œuvre de systèmes de communication à liaison sans fil dans la bande de fréquence comprise entre 11 et 66 GHz.